# Kindbergia squarrifolia
Kindbergia squarrifolia là một loài Rêu trong họ Brachytheciaceae. Loài này được (Broth. ex Iisiba) Ignatov & Huttunen mô tả khoa học đầu tiên năm 2002.